# عربه جي باشي
عربه جي باشي (ت. 1190 هـ) هو كاتب قائد عسكري عثماني.
هو السيد إبراهيم بن علي المعروف بعربه جي باشي كان رئيس طائفة من جند الدولة العثمانية يقال لهم عربه جيلر. عزم على الحج فأدركته المنية في الطريق
له آثار خطية والحاقات على كتاب كشف الظنون. كما ترجم كتاب صدر الشريعة في الفقه.